# John Valentine
John Valentine (Leicester, 7 de juny de 1730 - 10 de setembre de 1791) fou un violista, violinista i compositor anglès.
Establert en la seva ciutanatal vers la segona meitat d'aquella centúria, va escriure moltes cançons, marxes, minuets i altres obres instrumentals, més vuit simfonies curioses en extrem per a dos violins i dos oboès.
Era pare de la compositora Ann Valentine (1762-1842) i renebot de Robert Valentine (1671-1747) també músic i compositor.

## Obres
- The Epithalamium for Isabella, or the Fatal Marriage, per a teatre (1762)
- My Shepherd is the Living Lord de Thirty Psalm Tunes, lletra de Thomas Sternhold
- Ode to Peace (1763), per a SATB
- Ode on the Birthday of the Marquis of Granby